# یواس‌آرسی جفرسون (۱۸۳۲)
یواس‌آرسی جفرسون (به انگلیسی: United States Revenue Cutter Jefferson) یک کاتر آمریکایی بود که ۷۳٫۴ فوت (۲۲٫۴ متر) طول داشت. این کاتر در سال ۱۸۳۳ ساخته شد.